# The Wrong Arm of the Law
The Wrong Arm of the Law is een Britse filmkomedie uit 1963 van Cliff Owen met Peter Sellers, Lionel Jeffries en Bernard Cribbins in de hoofdrollen. Deze dievenkomedie werd opgenomen in zwart/wit.

## Verhaal
Pearly Gates (Peter Sellers) is de leider van een Londense dievenbende. Hij geeft zich uit voor een Franse modekoning, monsieur Jules. Vanuit Maison Jules plant hij kraken voor zijn zware jongens. Maar hij wordt gedwarsboomd door een nieuwe bende. Dankzij Valerie (Nanette Newman), het liefje van Pearly, een lieftallige verklikster kent die zijn plannen. Vermomd als politieagenten "arresteren" deze zijn mannen na hun kraak om er dan met de buit vandoor te gaan. Ten einde raad sluit Pearly Gates een wapenstilstand met zijn rivaal Nervous O'Toole (Bernard Cribbins). Uiteindelijk vormen ze een pact met Scotland Yard om de imitatie-politieagenten te klissen, hetgeen pas na de nodige mislukkingen lukt.

## Rolverdeling
| Acteur           | Personage                         |
| ---------------- | --------------------------------- |
| Peter Sellers    | Pearly Gates alias monsieur Jules |
| Lionel Jeffries  | Inspecteur Fred "Nosey" Parker    |
| Bernard Cribbins | Nervous O'Toole                   |
| Davy Kaye        | Trainer King                      |
| Nanette Newman   | Valerie                           |
| John Le Mesurier | Assistent-commissaris             |
| Michael Caine    |                                   |